# NGC 5492
NGC 5492 (другие обозначения — UGC 9065, MCG 3-36-74, ZWG 103.106, IRAS14082+1950, PGC 50613) — галактика в созвездии Волопас.
Этот объект входит в число перечисленных в оригинальной редакции «Нового общего каталога».